# KAB-1500
KAB-1500 bezeichnet eine Serie von Präzisionsbomben aus sowjetisch/russischer Produktion. KAB steht für Korrektirujemaja Awiazionnaja Bomba (russisch Корректируемая авиационная бомба, Kurskorrigierende Fliegerbombe) und Eintausendfünfhundert steht für die Gewichtsklasse der Bombe in kg. Die Serie umfasst die Bomben KAB-1500L, KAB-1500LG, KAB-1500Kr und KAB-1500S.

## Entwicklung
Im Jahr 1970 bekam GNPP Region (jetzt Tactical Missiles Corporation) in Moskau den Auftrag zur Entwicklung von Präzisionsbomben in einer Gewichtsklasse von 500 kg und 1500 kg. Die Bomben sollten mit einem Laserzielsuchkopf oder einem elektro-optischen Lenksystem ausgestattet werden. Gerüchten zufolge wurden bei der Entwicklung auf Suchköpfe von im Vietnamkrieg geborgenen Paveway-, AGM-62-Walleye- und GBU-8-HOBOS-Bomben zurückgegriffen. Nachdem die ersten Ausführungen der KAB-500 entstanden waren, begann man 1975 mit der Entwicklung der KAB-1500L. Nach den werksinternen Tests sowie den Abnahmetests in Achtubinsk durch die staatlichen Behörden wurde die KAB-1500L (mit Laserzielsuchkopf) im Jahr 1979 offiziell bei den sowjetischen Luftstreitkräften eingeführt. Die Ausführung KAB-1500Kr mit einem elektro-optischen Suchkopf war Anfang der 1990er-Jahre bereit. Die Ausführung KAB-1500S mit Satellitensteuerung wurde erstmals 2003 erwähnt. Die russische Luftwaffe beabsichtigt nicht, die KAB-1500S in absehbarer Zeit in Großserie zu beschaffen.

## Technik
Die KAB-1500 kann gegen ein großes Spektrum strategischer sowie taktischer Ziele, zum Beispiel Flugabwehr, Schiffe, Brücken, Transporteinrichtungen, Verkehrsanlagen und verbunkerte Anlagen eingesetzt werden. Zu diesem Zweck existieren verschiedene Ausführungen der KAB-1500. Die Bombe hat eine zylindrische, längliche Rumpfform mit einem kreisrunden Querschnitt. Am Bombenheck sind vier Stabilisierungsflächen angebracht. Diese werden unmittelbar nach dem Abwurf ausgeklappt. Am vorderen Viertel des Rumpfes befinden sich vier Steuerflächen. Diese sind während des Transportes am Flugzeug an den Bombenrumpf angelegt und werden nach dem Abwurf aufgeklappt. Die Bombe ist in drei Sektionen aufgeteilt: In der Bombenspitze befindet sich der Suchkopf sowie dahinter die Aktuatoren, welche die Lenkimpulse für die vier Steuerflächen erzeugen. Im mittleren Rumpfabschnitt ist der Sprengkopf untergebracht. Im Bombenheck befindet sich die Lenk- und Kontrolleinheit. Außer von der Lenk- und Kontrolleinheit existieren von den anderen Sektionen verschiedene Ausführungen, die miteinander kombiniert werden können. In Abhängigkeit zu den unterschiedlichen Suchköpfen existieren im Groben vier KAB-1500-Serien:

### KAB-1500L
Die Ausführung KAB-1500L verwendet Laserzielsuchköpfe vom Typ Asow 27N und später 27N1. Diese wurden von OAO Peleng entwickelt. Die Suchköpfe entsprechen im Wesentlichen den US-amerikanischen Paveway-I/II-Suchköpfen. Für die KAB-1500L ist eine Zielbeleuchtung mittels Laser erforderlich. Dazu kommen die Laserzielbeleuchter vom Typ Klen PM/PS, Kaira 24M oder I-25 Schkwal zum Einsatz. Daneben können auch die Zielbeleuchtungsbehälter Sapsan-E und Damocles der französischen Firma Thales verwendet werden. Der Lasersucher der Bombe ist kardanisch aufgehängt und richtet sich durch einen runden Boxwing automatisch auf den Geschwindigkeitsvektor der Waffe ein. Das vom Ziel reflektierte Laserlicht wird durch den Sucher erfasst. Die empfangene Laserenergie wird auf einen Sensor fokussiert und verarbeitet. Die Steuerlogik ermittelt die nötigen Lenkimpulse für die vier Steuerflächen. Die KAB-1500L kann aus einem Höhenbereich von 1000 bis 8000 m sowie in einem Geschwindigkeitsbereich von 550 bis 1700 km/h abgeworfen werden. Die maximale Einsatzdistanz liegt bei 8 bis 12 km. Die minimale Einsatzdistanz beträgt 3 km. Die mittlere Treffgenauigkeit (CEP) liegt bei 7 bis 10 m. Die KAB-1500L ist 4,60 m lang und wiegt je nach Ausführung 1370 bis 1560 kg. Der Rumpfdurchmesser misst 580 mm. Die Spannweite liegt bei 1300 mm mit ausgeklappten Stabilisierungsflächen. Während des Transportes am Flugzeug beträgt die Spannweite mit den eingeklappten Stabilisierungsflächen 850 mm.
| Bezeichnung  | Gewicht  | Gefechtskopf                      |
| ------------ | -------- | --------------------------------- |
| KAB-1500L-Pr | 1500 kg  | 1120-kg-Penetrationsgefechtskopf1 |
| KAB-1500L-F  | 1560 kg  | 1180-kg-Splittergefechtskopf      |
| KAB-1500L-OD | 1370 kg  | 1170-kg-Aerosolbombe              |
| KAB-1500L-K  | ~1500 kg | PTAB-1-HEAT-Bomblets              |

1
Der Penetrationsgefechtskopf ist in der Lage, 20 m Erdreich und danach 2 m Stahlbeton zu durchbrechen.

### KAB-1500LG
Die Ausführung KAB-1500LG verwendet den moderneren Laserzielsuchkopf vom Typ 24N1 und verfügt über einen Autopilot. Der Suchkopf ist vergleichbar mit dem US-amerikanischen Paveway-III-Suchkopf. Die KAB-1500LG kann im Schleuderwurf (Hochziehen) aus dem Tiefflug heraus abgeworfen werden. Die Bombe steuert dann das Ziel auf einer Wurfparabel mittels Proportionalnavigation an. Die KAB-1500LG kann aus einer Maximalhöhe von 10.000 m sowie in einem Geschwindigkeitsbereich von 550 bis 1100 km/h eingesetzt werden. Die maximale Einsatzdistanz liegt bei rund 20 km. Die mittlere Treffgenauigkeit (CEP) liegt bei 4 bis 7 m. Die KAB-1500LG ist 4,28 m lang und wiegt je nach Ausführung 1500 bis 1540 kg. Der Rumpfdurchmesser misst 580 mm. Die Spannweite liegt bei 1300 mm mit ausgeklappten Stabilisierungsflächen.
| Bezeichnung   | Gewicht  | Gefechtskopf                     |
| ------------- | -------- | -------------------------------- |
| KAB-1500GL-Pr | 1525 kg  | 1120-kg-Penetrationsgefechtskopf |
| KAB-1500GL-F  | ~1500 kg | 1180-kg-Splittergefechtskopf     |
| KAB-1500GL-OD | 1540 kg  | 1170-kg-Aerosolbombe             |

### KAB-1500Kr
Die Ausführung der KAB-1500Kr verfügt über einen Autopilot und ist mit den elektro-optischen DSMAC-Suchköpfen (Gelände-Kontur-Abgleich) vom Typ Tubus-2 oder Tubus-2M ausgerüstet. Dieser arbeitet auf einer Wellenlänge 0,4 bis 0,95 µm und kann bei Nacht und auch gegen kontrastarme Ziele eingesetzt werden. Die Bombe kann ein vor dem Abwurf ausgewähltes Ziel von selbst finden und treffen (Fire-and-Forget). Der Suchkopf wird von OAO Impuls produziert. Die KAB-1500Kr kann aus einem Höhenbereich von 1000 bis 10.000 m sowie in einem Geschwindigkeitsbereich von 550 bis 1100 km/h abgeworfen werden. Die maximale Einsatzdistanz liegt bei 20 km. Die minimale Einsatzdistanz beträgt 3 km. Die mittlere Treffgenauigkeit (CEP) liegt bei 4 bis 7 m. Die KAB-500Kr ist 4,63 m lang und wiegt je nach Ausführung 1500 bis 1525 kg. Der Rumpfdurchmesser misst 580 mm. Die Spannweite liegt bei 1300 mm mit ausgeklappten Stabilisierungsflächen.
| Bezeichnung   | Gewicht  | Gefechtskopf                     |
| ------------- | -------- | -------------------------------- |
| KAB-1500Kr-Pr | 1525 kg  | 1120-kg-Penetrationsgefechtskopf |
| KAB-1500Kr-F  | 1475 kg  | 1180-kg-Splittergefechtskopf     |
| KAB-1500Kr-OD | ~1500 kg | 1170-kg-Aerosolbombe             |

### KAB-1500S
Die Ausführung KAB-1500S verwendet ein kombiniertes INS/GPS-Lenksystem. Das SPE-2001-Lenksystem arbeitet mit einem 24-Kanal-Empfänger für die Satelliten-Navigationssysteme GLONASS und GPS. Je nach Verfügbarkeit wählt das Lenksystem automatisch eines der beiden Satelliten-Signale aus. Das SPE-2001-Lenksystem wird von IBC Compass produziert. Die KAB-1500S kann unabhängig vom Wetter und der Tageszeit eingesetzt werden. Die KAB-1500S kann aus einem Höhenbereich von 1000 bis 11.000 m sowie einem Geschwindigkeitsbereich von 550 bis 1100 km/h abgeworfen werden. Die mittlere Treffgenauigkeit (CEP) liegt bei 5 bis 10 m.
| Bezeichnung | Gewicht  | Gefechtskopf         |
| ----------- | -------- | -------------------- |
| KAB-1500S   | ~1500 kg | Splittergefechtskopf |

## Einsatz
Die KAB-1500 kam erstmals testweise von 1988 bis 1989 während der sowjetischen Intervention in Afghanistan zum Einsatz. Danach wurde die KAB-1500 bei Operationen in Dagestan, im Tschetschenienkrieg und im Kaukasus-Konflikt 2008 verwendet. Weitere Einsätze erfolgen im Rahmen der russischen Intervention im Bürgerkrieg in Syrien im Herbst 2015.

## Trägerflugzeuge
- Mikojan-Gurewitsch MiG-31BM
- Suchoi Su-24 Fencer
- Suchoi Su-30 Flanker
- Suchoi Su-34 Fullback
- Suchoi Su-35 Flanker
- Tupolew Tu-22M3 Backfire (modernisiert)
- Tupolew Tu-160 Blackjack (modernisiert)

## Verbreitung
- Belarus
- Indien
- Kasachstan
- Libyen
- Russland
- Syrien
- Ukraine
- Venezuela
- Vietnam
- Volksrepublik China

(Quelle:)